# Kazimierz Wierzchowski
Kazimierz Lech Wierzchowski (ur. 4 grudnia 1929 w Puławach) – polski profesor nauk przyrodniczych specjalizujący się w biofizyce i biologii molekularnej. Członek korespondent Polskiej Akademii Nauk od 1976 roku, członek rzeczywisty tej instytucji od 1992 roku. Jest również członkiem Polskiej Akademii Umiejętności oraz pracownikiem Instytutu Biochemii i Biofizyki PAN. Absolwent Uniwersytetu Warszawskiego (rocznik 1952).